# Legetøjsmuseum
Et legetøjsmuseum er et museum, der udstiller legetøj, typisk inden for en bestemt kultur eller periode. De er forskellige fra børnemuseer, der er til børn, og ofte interaktive, hvorimod legetøjsmuseer kan være til både børn og voksne, og kan have interaktive dele eller udelukkende være udstilling.

## Legetøjsmuseer

### Danmark
- Bornholms Legetøjs Museum i Rønne[1]
- Legetøjsmuseet i Den Gamle By i Aarhus[2]
- Legetøjsmuseet i Ejegod Mølle i Nykøbing Falster
- Legetøjsmuseet Olgas Lyst i København[3]

### Resten af verden
- Lekoseum, Osby, Sverige
- Leksaksmuseet, Stockholm, Sverige
- Spielzeugmuseum München, München, Tyskland
- Spielzeugmuseum Nürnberg, Nürnberg, Tyskland
- Tartu Legetøjsmuseum, Tartu, Estland
- Zürcher Spielzeugmuseum, Zürich, Schweiz
- Legetøjsmuseet (Muzeum hraček), Prag, Tjekkiet

## Tidligere legetøjsmuseer
- Danmarks Legetøjsmuseum på Valdemar Slot
- Dansk Legetøjsmuseum i Christiansfeld, lukket i 2019.[4]
- Kolding Legetøjsmuseum, lukket i 2014 men videreført som Dansk Legetøjsmuseum.[5]
- Nordsjællands Legetøjsmuseum i Kvistgård, åbnet i 1997 og lukket i 2013.[6][7]
- Ribe Legetøjsmuseum, åbnet i 1994 og lukket i 2004.[8]
- Skuldelev Dukkemuseum Og Legetøjssamling, åbnet i 1989 og lukket i 2021.[9]
- The Bear Museum, teddybjørnemuseum, grundlagt i i Petersfield, Hampshire i 1984. Lukket i 2006
- Teddy Bear Museum of Naples, teddybjørnemuseum, der åbnede i Naples, Florida, og lukkede i 2005.
- Toy Town Museum i East Aurora, New York, med en udstilling af Fisher-Price.